# Карл Ернст Казимир (Липе)
Карл Ернст Казимир фон Липе-Бистерфелд (на немски: Karl Ernst Casimir zur Lippe-Biesterfeld) от линията Липе-Бистерфелд на фамилията Липе е граф и господар на Липе-Бистерфелд, полковник на Вюртемберг.

## Биография
Роден е на 2 ноември 1735 в Бистерфелд. Той е големият син на граф Фридрих Карл Август фон Липе-Бистерфелд (1706 – 1781) и съпругата му графиня Барбара Елеонора фон Золмс-Барут (1707 – 1744), дъщеря на граф Йохан Кристиан I фон Золмс-Барут в Кличдорф (1670 – 1726) и графиня Хелена Констанция Хенкел фон Донерсмарк (1677 – 1763).
Карл Ернст Казимир фон Липе-Бистерфелд умира на 19 ноември 1810 г. (понеделник) на 75 години в Марбург, Хесен.

## Фамилия
Карл Ернст Казимир фон Липе-Бистерфелд се жени на 16 октомври 1769 г. в Реда за графиня Фердинанда Хенриета Доротея фон Бентхайм-Текленбург-Реда (* 24 август 1737, Реда; † 23 април 1779, Реда), дъщеря на граф Мориц Казимир I фон Бентхайм-Текленбург (1701 – 1768) и графиня Албертина Хенриета фон Изенбург-Бюдинген-Меерхолц (1703 – 1749). Те имат пет сина, от които само двама порастват:
- Карл Фридрих (* 1 май 1772, Берлебург; † 14 април 1778, Фрайендиц)
- Август Вилхелм (* 19 юни 1773, Бюкебург; † 21 юни 1774, Бюкебург)
- Херман Фердинанд Казимир (* 12 септември 1775, Лудвигсбург; † 24 март 1784, Клеве)
- Вилхелм Ернст фон Липе-Бистерфелд (* 15 април 1777, Хоенлимбург; † 8 януари 1840, Оберкасел), женен на 26 юли 1803 г. в Байройт за Доротея Кристина Модеста фон Умру (* 29 април 1781, Рюгенвалде, Померания; † 9 септември 1854, Оберкасел), имат девет деца
- Йохан Карл фон Липе-Бистерфелд (* 1 септември 1778, Фрайендиц; † 29 декември 1844, Кьолн), женен на 9 юни 1806 г. в Мюнстер за фрайин Бернардина фон Зобе (* 25 юли 1784; † 6 февруари 1843, Менгерингхаузен); имат шест деца